# لغة إياك
لغة إياك أو اللغة الإياكية هي لغة منقرضة كانت منطوقةً تاريخيًّا في جنوب وسط ألاسكا.
ماري سميث جون (14 مايو، 1918 – 21 يناير، 2008) هي آخر متحدثة أصلية لهذه اللغة.